# Península de Huon
La península de Huon (del inglés: Huon Peninsula) es una gran península localizada en el extremo oriental de la gran isla de Nueva Guinea. Administrativamente, pertenece a la provincia de Morobede Papúa Nueva Guinea.
Ha sido clasificada por el Fondo Mundial para la Naturaleza como una ecorregión (Bosque lluvioso de la Península de Huon, AA0107).
Tiene 89 kilómetros de largo. Se encuentra rodeada por el mar de Bismarck al norte, el mar de Salomón al este, el golfo de Huon al sur y el río Markham al oeste. La península es dominada por la cordillera Saruwaged, que se eleva a más de 4000 m.
Fue nombrada en honor al navegante francés Jean-Michel Huon de Kermadec, capitán de la fragata L'Espérance, que era el segundo al mando de la expedición comandada por Bruni d'Entrecasteaux, al frente de la La Recherche, que entre 1791 y 1793 intentó encontrar la expedición perdida de La Pérouse.

## Historia
El área cercana a Bobongara tiene sitios arqueológicos en donde se han encontrado herramientas de piedra de alrededor de 40.000 años de antigüedad, que son unas de las pruebas de presencia humana más antiguas que se tenga conocimiento en Oceanía.
Fue el sitio de la Campaña de la Península de Huon, durante la Segunda Guerra Mundial en 1942-43.

## Biodiversidad

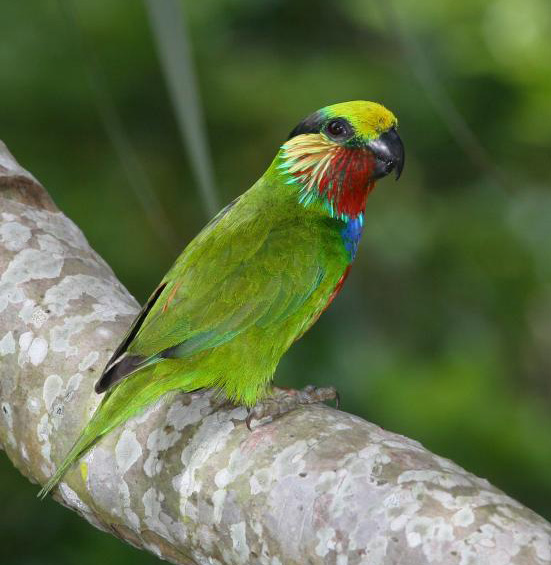
Psittaculirostris edwardsii

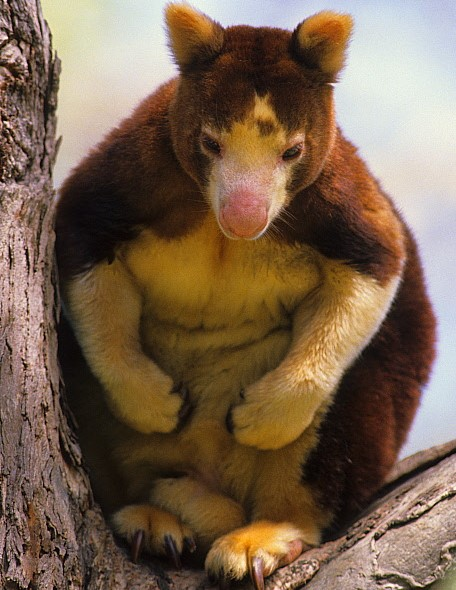
Dendrolagus matschiei

La zona coincide con la ecorregión reconocida por el Fondo Mundial para la Naturaleza (WWF), denominada Bosque lluvioso de la Península de Huon (AA0107)
Esta región está aislada y remota, lo que entrega a las diferentes especies de animales y vegetales un lugar seguro donde vivir. Aunque ha habido algunas pérdidas de territorio debidas al desarrollo humano, en general la zona se encuentra en buen estado de conservación. Posee una biodiversidad considerada de moderada a alta, con un número bajo, comparado con otras zonas indo-malayas, de especies animales endémicas.
En la ecorregión existen por lo menos 569 especies de vertebrados, repartidas en 81 de reptiles, 77 de mamíferos, 370 de aves y 41 de anfibios. La fauna mamífera incluye tres especies de canguros, destacando el canguro arbóreo Dendrolagus matschiei. La avifauna incluye varias familias características de Australasia, entre las que se encuentran Ptilonorhynchidae, Eopsaltridae, Meliphagidae, y Paradisaeidae. Las especies Psittaculirostris edwardsii y Chalcopsitta duivenbodei son endémicas.
La flora de la región es mayormente bosque perenne lluvioso. Algunas de las cumbres montañosas poseen ambientes alpinos, que son ecológicamente frágiles.
El dosel del bosque cerrado de tierras bajas incluyen especies de los géneros Pometia, Canarium, Anisoptera, Cryptocarya, Terminalia, Syzygium, Ficus, Celtis, Dysoxylum, Buchanania, Koompassia, Dillenia, Eucalyptopsis, Vatica y Hopea, entre otros. El bosque de montaña es de menor tamaño. Las especies del dosel predominantes pertenecen a los géneros Nothofagus, Lauraceae, Cunoniaceae, Elaeocarpaceae, Lithocarpus, Castanopsis, Syzygium, Ilex, además de coníferas australes. Notofagáceas y araucarias pueden crecer en grupos densos y puros.

## Áreas protegidas
La península engloba la Área de conservación YUS (por los ríos Yopno, Uruwa y Som), que es la primera del país, creada en marzo de 2009.
La reserva cubre un área de 760 km² y entregará recursos a más de 10 000 aldeanos de 35 comunidades indígenas que viven en sus alrededores, gracias a un inusual acuerdo con el gobierno.

## Terrazas marinas
Las terrazas marinas de la península fueron añadidas en junio de 2006 a la lista tentativa de la UNESCO como candidatas a Patrimonio de la Humanidad, en la categoría mixta Cultural y Natural.
La región ha sufrido una turbulenta historia geológica, que incluye vulcanismo, fallas, terremotos y tsunamis, y ha sido levantada por el proceso de subducción entre las placas del Pacífico y la australiana, resultando en la fragmentación de hábitats y en un alto grado de endemismo, y en la aparición de las terrazas que, aunque no son espectaculares, han atraído el interés científico, pues son un testimonio de la historia geoclimática de los últimos 300.000 años.